# ピラゾール
ピラゾール (pyrazole) は、分子式 C3H4N2、分子量 68.07 の複素環式芳香族化合物のアミンの一種である。3つの炭素原子と2つの隣接した窒素原子で芳香性五員環を構成している。化学的に安定であり、人間に対して薬理効果を持つため、自然界での存在が知られていないにもかかわらずアルカロイド類に分類される化合物である。
ピラゾールはα,β-不飽和アルデヒドとヒドラジンとの反応、続く脱水素化により得られる。
ピラゾール誘導体はその活性を生かして鎮痛剤、抗炎症剤、解熱剤、不整脈治療剤、精神安定剤、筋弛緩剤、精神刺激剤、抗痙攣剤、モノアミン酸化酵素阻害剤、抗糖尿病薬、抗菌剤や染毛剤などに使用されている。
ピラゾール類似の構造を持つ化合物としてピラゾリン、ピラゾリジンが挙げられる。

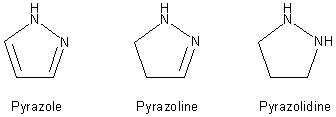
ピラゾール類似化合物

## ピラゾール環を有する化合物

### 医薬品
- セレコキシブ - コキシブ系非ステロイド性抗炎症薬。
- ホメピゾール（4-メチルピラゾール） - アルコール脱水素酵素阻害剤。メタノール中毒の治療薬。
- リモナバン - 抗肥満薬。

### 農薬
- フィプロニル (fipronil) - 殺虫剤（GABA受容体アンタゴニスト）。
- テブフェンピラド (tebufenpyrad) - 殺ダニ剤（電子伝達系複合体I 阻害剤）。

### 染毛剤
- 1-ヒドロキシエチル-4,5-ジアミノピラゾール硫酸塩(4,5-Diamino-1-pyrazole sulfate) - 酸化染料。